# Nitrariaceae
Classification APG III (2009)
Famille
La famille des Nitrariacées regroupe des plantes dicotylédones.
Ce sont des arbustes succulents, ou des plantes herbacées (Peganum), à feuilles caduques, parfois épineux, des régions sèches (déserts salins), originaires du Sahara, des déserts d'Asie centrale et d'Australie.

## Étymologie
Le nom vient du genre type Nitraria donné par le botaniste, mycologue et zoologiste allemand, J. C. D. von Schreber, élève de Carl von Linné. Nitraria rappelle le fait que Schreber découvrit la plante dans des gisements de nitre (salpêtre) en Sibérie, parmi d’autres plantes halophiles.

## Classification
Cette famille n'existe pas en classification classique de Cronquist (1981) qui assigne ces genres à la famille des Zygophyllacées.
La classification phylogénétique APG II (2003) offre deux options
- stricto sensu : 9 espèces dans un seul genre Nitraria
- lato sensu : 16 espèces réparties en trois genres : Nitraria, Peganum, Tetradiclis

Le Angiosperm Phylogeny Website choisit la deuxième option.  
En classification phylogénétique APG III (2009), qui n'a jamais recours à des familles optionnelles, c'est la version large lato sensu qui est reconnue.

## Liste des genres
La classification phylogénétique APG III (2009) inclut dans cette famille les genres précédemment placés dans les familles Peganaceae et Tetradiclidaceae. Les genres Malacocarpus, Peganum et Tetradiclis pour être précis.
Selon Angiosperm Phylogeny Website (22 juin 2010) :
- Nitraria (en)
- Peganum
- Tetradiclis (es)

Selon NCBI (22 juin 2010) (Plus conforme à APG III puisqu'il incorpore les genres Malacocarpus, Peganum et Tetradiclis anciennement dans Peganaceae et Tetradiclidaceae) :
- Malacocarpus
- Nitraria
- Peganum
- Tetradiclis

Selon DELTA Angio (22 juin 2010) :
- Nitraria

## Liste des espèces
Selon NCBI (22 juin 2010) :
- genre Malacocarpus
  - Malacocarpus crithmifolius
- genre Nitraria
  - Nitraria praevisa
  - Nitraria retusa
  - Nitraria roborowskii
  - Nitraria sibirica
  - Nitraria sphaerocarpa
  - Nitraria tangutorum
- genre Peganum
  - Peganum harmala
- genre Tetradiclis
  - Tetradiclis tenella